# Bataille de Königsberg
Seconde Guerre mondiale
Batailles
Front de l’Est

Prémices :
- Campagne de Pologne
- Guerre d’Hiver

Guerre germano-soviétique :
- 1941 : L'invasion de l'URSS

- Opération Barbarossa

Front nord : 
- Guerre de Continuation
- Opération Silberfuchs
- Siège de Léningrad

Front central : 
- 2e bataille de Brest-Litovsk
- Bataille de Białystok–Minsk
- 1re bataille de Smolensk
- Bataille de Kiev

Front sud : 
- Siège d'Odessa
- Campagne de Crimée

- 1941-1942 : La contre-offensive soviétique

Front nord : 
- Poche de Demiansk
- Poche de Kholm

Front central : 
- Bataille de Moscou

Front sud : 
- Seconde bataille de Kharkov

- 1942-1943 : De Fall Blau à 3e Kharkov

Front nord : 
- Offensive de Siniavino
- Opération Iskra
- Bataille de Krasny Bor
- Opération Poliarnaïa Zvezda

Front central : 
- Opération Mars

Front sud : 
- Bataille du Caucase (opération Fall Blau)
- Bataille de Stalingrad
- Opération Uranus
- Opération Saturne
- Offensive d'Ostrogojsk-Rossoch
- Offensive de Voronej-Kastornoe
- Opération Gallop
- Opération Étoile
- Troisième bataille de Kharkov

- 1943-1944 : Libération de l'Ukraine et de la Biélorussie

Front central : 
- 2e bataille de Smolensk
- Opération Bagration

Front sud : 
- Bataille de Koursk
- Bataille du Dniepr
- Offensive Dniepr-Carpates
- Offensive de Crimée
- Offensive de Lvov-Sandomir

- 1944-1945 : Campagnes d'Europe centrale et d'Allemagne

Allemagne : 
- Offensive Vistule-Oder
- Offensive de Poméranie orientale
- Siège de Breslau
- Offensive de Prusse-Orientale
- Bataille de Königsberg
- Bataille de Seelow
- Bataille de Bautzen
- Bataille de Berlin
- Capitulation allemande

Front nord et Finlande : 
- Guerre de Laponie
- Offensive Leningrad-Novgorod
- Bataille de Narva

Europe orientale : 
- Opération Margarethe
- Insurrection de Varsovie
- Soulèvement national slovaque
- Opération Panzerfaust
- Bataille de Budapest
- Opération Frühlingserwachen
- Offensive de Vienne
- Insurrection de Prague
- Offensive de Prague
- Bataille de Slivice

Front d’Europe de l’Ouest

Campagnes d'Afrique, du Moyen-Orient et de Méditerranée

Bataille de l’Atlantique

Guerre du Pacifique

Guerre sino-japonaise

Théâtre américain
La bataille de Königsberg (6-9 avril 1945) en Prusse-Orientale oppose aux forces allemandes les forces soviétiques qui cherchent à  s'emparer de la ville et de la citadelle de Königsberg. La ville a déjà été totalement détruite par les bombardements aériens anglo-américains des 26 et 27 août 1944 et des 29 et 30 août 1944. C'est ainsi la dernière phase de la campagne de Prusse-Orientale qui a lieu du 13 janvier au 25 avril 1945, alors que la Seconde Guerre mondiale touche à sa fin. Königsberg se trouve alors loin derrière le front germano-soviétique, qui l'a dépassée depuis mars.

## Prémices
Le commandement allemand a pris toutes les mesures nécessaires pour préparer la citadelle de Königsberg à un long siège. Hitler l'appelait « le bastion absolument imprenable de l'âme allemande ». Des petites unités souterraines de fabrication d'armes, des dépôts de munitions et un grand nombre d'arsenaux se trouvent dans les ruines de la ville et dans certains quartiers résidentiels périphériques non détruits. La citadelle, quant à elle, se trouve en plein centre de l'ancienne capitale teutonique et cette dernière est entourée de trois enceintes fortifiées, de valeur médiocre.
La première enceinte entoure Königsberg à 6-8 kilomètres du centre-ville, avec des tranchées, des fossés anti-chars, et des champs de mines, et elle relie quinze fortins entre eux qui ont été construits en 1882. Chacun de ces fortins abrite entre 150 et 200 hommes avec une quinzaine d'armements lourds.
La deuxième enceinte se trouve aux abords de la ville. Elle est constituée de bâtiments de pierre, de barricades, de points de tir pour faire feu aux croisements des routes, ainsi que de champs de mines.
La troisième enceinte se trouve autour de la vieille ville avec neuf bastions, des tours, des ravins.
Une dernière enceinte, improvisée à partir de janvier 1945, est aménagée dans la ville : constituée d'immeubles murés, cette défense est renforcée par des postes de tirs aménagés, des positions d'artillerie et de mortiers et de petits forts. De plus, les principaux axes sont barrés par des champs de mines et des barrages dont certains sont électrifiés.
Pour neutraliser les forces allemandes, les Soviétiques décident donc de porter leur attaque en même temps au sud et au nord afin d'effectuer une double percée. C'est la même tactique qui a été utilisée pour prendre le port de Pillau au bord de la Baltique.
L'opération elle-même est précédée d'attaques tactiques d'artillerie.

## Königsberg, fort enjeu au printemps 1945
Obtenue par les Soviétiques lors de la conférence de Téhéran, la ville est destinée à être âprement discutée par les belligérants. Érigée en forteresse par Hitler, mais abandonnée par le gauleiter Koch dès le 28 janvier, la ville est défendue par 53 000 soldats.
En effet, la ville constitue, aux yeux de Staline et des négociateurs soviétiques, un objectif militaire et politique majeur : le port est libre de glace sur le littoral de la mer Baltique, comme le signale Nikolaï Kouznetsov, commissaire du peuple à la marine, à Maxime Litvinov en octobre 1944.

## Forces en présence
Il y a 250 000 hommes du côté soviétique et 130 000 hommes du côté allemand.
URSS
Les forces sont commandées par le maréchal Vassilievski, à la tête du 3e front biélorusse auquel s'ajoute le 1er front front de la Baltique sous les ordres du général Bagramian, tandis que l'aviation est commandée par le maréchal d'aviation Novikov. Selon les consignes de Bagramian, les unités sont reconstituées afin d'être utilisées au mieux dans le combat urbain qui se prépare : les groupes d'assaut ainsi constitués reçoivent une formation au combat urbain donnée par des vétérans de Stalingrad, repérés sur ordre de Bagramian en personne. De plus Bagramian et Vassilievski utilisent au mieux, au profit de l'Armée Rouge, les méthodes de coordination interarmes mises au point par les Allemands.
- 3e front biélorusse
  - 11e armée de la Garde
  - 39e armée
  - 43e armée
  - 50e armée (ru)
  - 1re armée aérienne
  - 3e armée aérienne
- 18e armée de l'air - forces de bombardement tactiques -
- 4e armée de l'air
- 15e armée de l'air

250 chars de combat, 5 000 pièces d'artillerie, 2 444 avions
Allemagne
Les forces allemandes sont commandées par le général Otto von Lasch, commandant de la forteresse de Königsberg. Amputées de leurs meilleurs éléments, les forces allemandes sont commandées par des généraux qui se querellent non seulement autour des unités encore disponibles, mais aussi sur les objectifs des unités soviétiques.
- 69e division d'infanterie
- 367e division d'infanterie
- 548e division de grenadiers
- 561e division de grenadiers

108 chars (dont 13 Tigre II), 1 000 pièces d'artillerie, 170 avions.

## Planification soviétique
Bagramian donne à ses subordonnés 5 jours pour conquérir la ville, au moyen d'une attaque en pince partant à la fois du Nord Ouest et du Sud.

## Déroulement des opérations

### Premier jour

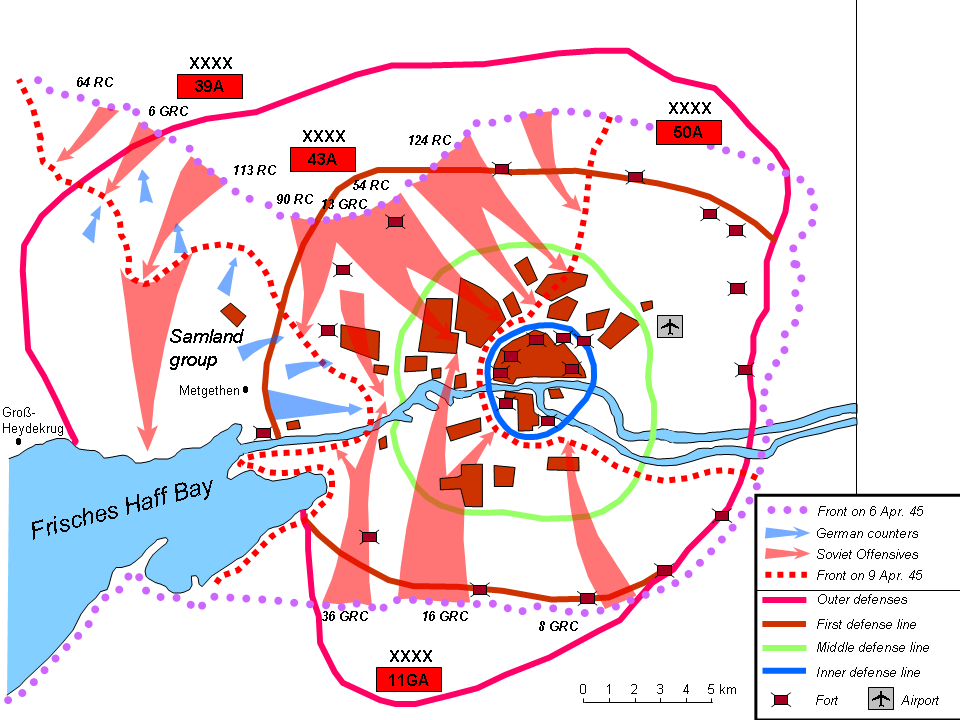
Début de l'opération

Des tirs d'artillerie intenses et nourris du côté soviétique commencent avant l'aube à frapper la partie sud du front pendant trois heures.
L'attaque commence aussi à l'aube du 6 avril 1945 du côté nord. La bataille se déroule dans la matinée à l'avantage des Soviétiques, car la 39e et la 43e armées défont avant midi la première ligne de défense allemande et endommagent gravement plusieurs points de la seconde enceinte. Cependant dans l'après-midi l'avance soviétique se fait plus lentement à cause des attaques continuelles du 28e corps d'armée allemand. D'autre part le fortin no 5, qui est le plus défendu et le plus solidement armé, fait preuve de résistance, ce qui oblige les Soviétiques à entreprendre une tactique d'isolement du fortin, tandis que les troupes continuent d'avancer et que les troupes de réserve préparent l'assaut en l’encerclant. La 39e armée et la 43e armée cessent leur progression au crépuscule et se positionnent sur la nouvelle ligne de combat.
Du côté sud, la 11e armée attaque la première ligne de défense de façon continue, alors qu'elle est soumise à un bombardement intensif. La deuxième ligne de défense est atteinte à midi. Des combats acharnés ont lieu autour du fortin no 8 qui avait résisté aux attaques de l'artillerie du matin et qui possède aussi un système de défense par des tranchées profondes, rendant difficile une avancée rapide. Toutefois en début de soirée un groupe de sapeurs réussit à franchir les fossés et à mettre en place des explosifs pour entamer la muraille. Mais le combat cesse à la nuit tombée, permettant aux deux côtés de retrouver leurs propres troupes et de faire monter les troupes de réserve en première ligne. Le temps est particulièrement pluvieux et venteux : aussi les Soviétiques ne réussissent-ils pas à progresser autant qu’ils l’auraient souhaité. Leurs tirs d'artillerie ont des difficultés à s'ajuster à cause du manque de visibilité.

### Deuxième jour
Les Allemands tentent plusieurs fois de contre-attaquer pendant la nuit. Les pertes de part et d'autre sont déjà importantes, mais le combat continue et les Allemands sont repoussés. La bataille est acharnée du côté de la péninsule de Sambie (Samland en allemand), dans l'arrondissement du Samland où se trouvait le 28e corps d'armée allemand. Les conditions météorologiques s'améliorent au petit matin et favorisent l'Armée rouge qui recommence ses bombardements systématiques, cette fois-ci plus fortement sur ce qui restait du centre-ville. L'artillerie n'agit pas seule, car elle est appuyée par la 1re armée, la 3e armée et la 15e armée d'aviation. Les Allemands n'ont pratiquement plus d'aviation, seulement une centaine d'avions, contre 2 400 du côté soviétique. De plus l'aviation navale soviétique de la flotte de la Baltique entre en jeu ainsi que 516 bombardiers de 18e armée aérienne. La tête de pont tenue par les soldats allemands sur la péninsule est bombardée.
Entre-temps sur le côté sud, le fortin no 8 est plus difficile à conquérir. C'est alors que les Soviétiques décident, au vu du nombre de tués, d'envoyer plusieurs centaines de soldats pour traverser les fossés et de les soutenir au lance-flamme, dont l'action transforme les soldats allemands en torches vivantes ; une âpre bataille s'engage alors à l'intérieur même du fortin. Les Allemands combattent jusqu'au bout, tandis que les soldats soviétiques, toujours plus nombreux, réussissent à détruire les moyens de défense allemands. La lutte ne cesse qu'au prix de cruels combats des deux côtés et au moment où les Allemands sont submergés par le nombre.
La 11e armée se rend vers le fleuve Pregel et le centre-ville. Elle détruit systématiquement les restes de bâtiments pouvant abriter des moyens de défense allemands, et abat tout aussi systématiquement le moindre ennemi à sa portée, militaire ou rare civil resté à Königsberg. Mais ces combats de rues dans des amas de ruines sont particulièrement difficiles et la progression des Soviétiques se fait lentement. L'un des pires épisodes de cette bataille se situe autour de la gare ferroviaire qui se solde par de nombreux morts du côté soviétique comme du côté allemand. La 11e armée réussit en fin de compte à joindre le Pregel dans la soirée et ferme ainsi au sud toutes les voies d'accès aux soldats ennemis qui se seraient risqués à quitter les ruines du centre-ville et ses bastions.
Au nord, le fortin no 5 résiste encore ; une nuit entière et une partie de la matinée suivante sont nécessaires pour que les sapeurs parviennent à ouvrir des brèches à l'explosif. De nombreux Soviétiques sont tués pendant l'assaut. Le général Otto von Lasch, voyant le peu d'hommes qu'il lui reste et constatant que poursuivre la résistance serait encore plus meurtrier, demande au Führer la permission de cesser le combat et de se rendre (se rendre sans permission aurait signifié théoriquement la peine de mort pour trahison…). Hitler fait savoir qu'il faut combattre jusqu'à la mort et au dernier homme, dans l'exaltation du sang versé.

### Troisième jour

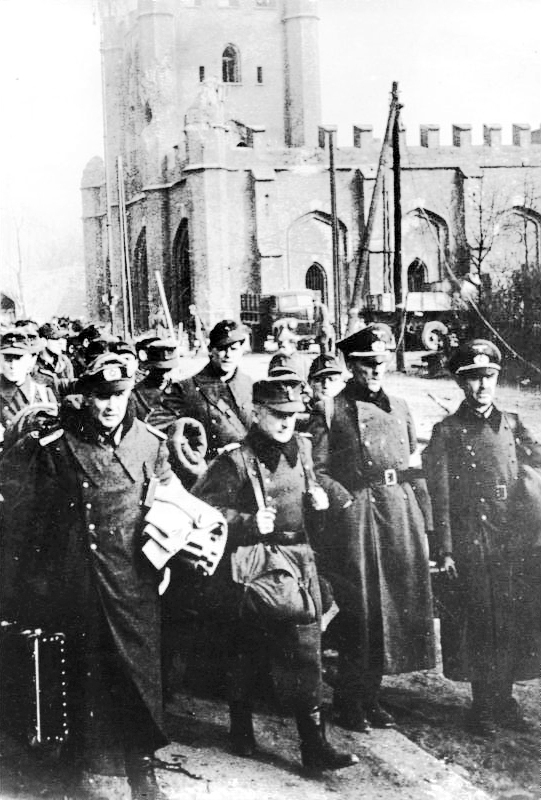
Officiers allemands partant en captivité, le 12 avril 1945, trois jours après la capitulation de Königsberg

La 11e armée traverse le Pregel dans la nuit du 7 au 8 avril, créant une tête de pont sur la rive opposée. Elle se dirige vers le nord et fait ainsi sa jonction avec les troupes du front septentrional, réussissant ainsi à cerner, non seulement la ville en flammes, mais aussi la partie de la péninsule de Sambie encore contrôlée par la Wehrmacht. Le maréchal Vassilievski propose dans l'après-midi aux Allemands de se rendre, ce que le général von Lasch refuse. Les Allemands tentent en effet de rompre l'encerclement à partir du centre-ville et aux abords de la Pregel, mais cette contre-attaque est brisée par l'aviation, ce qui scelle le sort de la défense allemande. Il ne reste plus que 40 000 Allemands et ce qui subsiste de Königsberg est la proie des flammes.

### Quatrième jour
La dernière ligne de défense (la troisième enceinte) tombe dans la journée. Le général Otto von Lasch décide de son propre chef de cesser le combat, contrairement aux consignes reçues du Führer. Des soldats de la Wehrmacht sont envoyés en émissaires à six heures du soir du côté soviétique. Peu après, une délégation d'officiers soviétiques se rend pour les négociations dans le bunker du général Lasch. Les Allemands cessent les opérations à minuit.

## Conséquences
42 000 soldats allemands sont tués et près de 92 000 faits prisonniers[réf. nécessaire]. La plupart sont envoyés en camp. Du côté soviétique, il y a plus de 60 000 morts[réf. nécessaire]. Königsberg est débaptisée l'année suivante et renommée Kaliningrad. La moitié sud de la province de Prusse-Orientale est donnée à la Pologne qui s'agrandit à l'ouest et au nord, et la partie nord correspondant plus ou moins à l'ancien district de Königsberg devient plus tard l'oblast de Kaliningrad intégré à la Russie soviétique et depuis 1991 à la fédération de Russie. Tous les lieux sont renommés et les 19 000 Allemands demeurant encore (sur les 2 400 000 de 1945) sur les lieux à la fin de la guerre sont expulsés en plusieurs mois, au cours de l'année suivante.

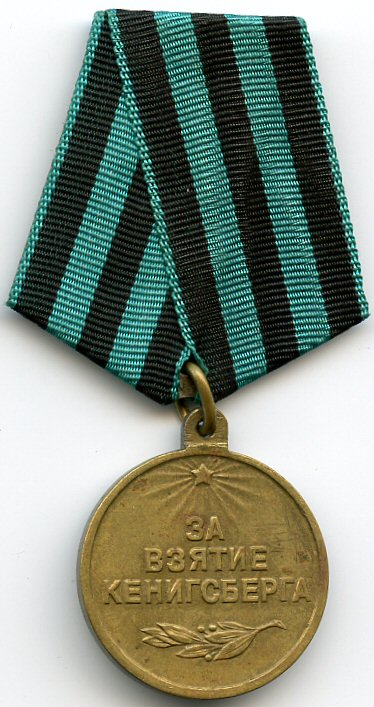
Environ 750000 soldats soviétiques se virent décernés cette Médaille pour la capture de Königsberg établie le 9 juin 1945 par décret du Præsidium du Soviet suprême.

Promise à l'URSS, la ville a été rasée par les opérations militaires soviétiques lors de sa conquête.
La région est repeuplée par des populations venues des contrées dévastées par la Wehrmacht (Russes de Russie centrale, Biélorusses, Lituaniens, Ukrainiens). Des quartiers, comme Bobrouisk par exemple, portent le nom de villages et de lieux de Biélorussie dévastés par l'armée allemande.

### Bibliographie

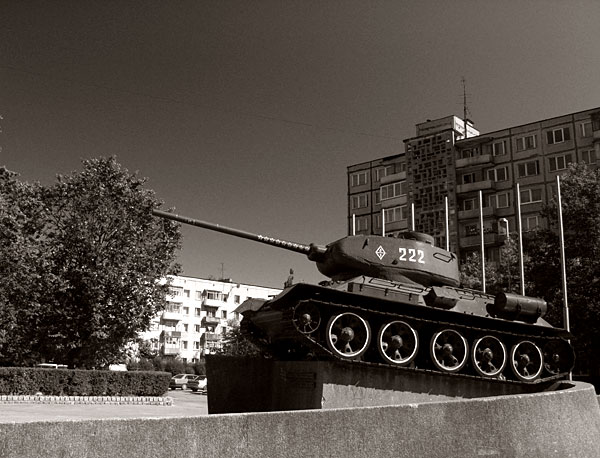
Monument aux morts décoré d'un char de la bataille de Königsberg, aujourd'hui à Kaliningrad, rue Sommer